# الیزر مایندا
الیزر مایندا (انگلیسی: Eliezer Mayenda؛ زادهٔ ۸ مهٔ ۲۰۰۵) بازیکن فوتبال اهل اسپانیا است که در حال حاضر برای ساندرلند در پست مهاجم بازی می‌کند.
وی همچنین در تیم‌های ملی فوتبال زیر ۱۷ سال و زیر ۲۱ سال اسپانیا بازی کرده است.

## دوران باشگاهی

### باشگاه فوتبال سوشو-مونتبلیار
مایندا در ساراگوسا در اسپانیا زاده شد. او که در باشگاه CS برتینی در سطح جوانان بازی می‌کرد، در نوامبر ۲۰۱۷ با پیوستن به سوشو-مونتبلیار موافقت کرد.
او نخستین قرارداد حرفه‌ای خود را در ۱۶ ژوئیهٔ ۲۰۲۱ با باشگاه فوتبال سوشو امضا کرد، در حالی که تنها ۱۶ سال سن داشت. او در ۸ ژانویهٔ ۲۰۲۲ در دیدار برابر پاریس در لیگ ۲ فرانسه به عنوان بازیکن تعویضی به میدان رفت، و با این بازی، جوان‌ترین بازیکن تاریخ باشگاه فوتبال سوشو شد که در این رقابت‌ها بازی کرده‌است.
در فصل ۲۰۲۲–۲۰۲۳، مایندا بیشتر به عنوان بازیکن ذخیره مورد استفاده قرار گرفت، اما توانست نخستین گل حرفه‌ای خود را در پیروزی ۱–۰ مقابل باشگاه فوتبال نیور در ۲۷ مه ۲۰۲۳ به ثمر برساند. او در آن فصل مجموعاً در ۱۶ بازی لیگ به میدان رفت. این عملکرد باعث جلب توجه باشگاه‌های خارجی شد و زمینه را برای انتقال او فراهم ساخت.

### ساندرلند
در تاریخ ۲۸ ژوئیه ۲۰۲۳، مایندا با باشگاه چمپیونشیپ یعنی ساندرلند قراردادی پنج‌ساله امضا کرد.
به گزارش اکیپ، باشگاه‌های سوشو و ساندرلند بر سر مبلغی اندکی بالاتر از ۱ میلیون یورو برای انتقال به توافق رسیدند و باشگاه اول ۲۵٪ از مبلغ فروش بعدی را برای خود حفظ کرد.
مایندا در تاریخ ۱ فوریه ۲۰۲۴ به صورت قرضی به باشگاه لیگ برتر اسکاتلند یعنی هیبرنیان پیوست.
نخستین گل‌های او برای ساندرلند در برابر شفیلد ونزدی در تاریخ ۱۸ اوت ۲۰۲۴ به ثمر رسید؛ جایی که دوبار گلزنی کرد و ساندرلند با نتیجه ۴–۰ پیروز شد.
مایندا نخستین گل تیمش را در فینال پلی‌آف چمپیونشیپ انگلیس که در ورزشگاه ومبلی در تاریخ ۲۴ مه ۲۰۲۵ برگزار شد، به ثمر رساند. او در دقیقه ۷۶ بازی را ۱–۱ مساوی کرد. ساندرلند در نهایت با گل تامی واتسون در دقیقه ۹۵، با نتیجه ۲–۱ پیروز شد و به لیگ برتر انگلیس صعود کرد.